# Тегисжол
Тегисжол (каз. Тегісжол, до 1993 г. — Тельново) — село в Акжаикском районе Западно-Казахстанской области Казахстана. Входит в состав Алгабасского сельского округа. Код КАТО — 273237300.

## Население
В 1999 году население села составляло 374 человека (197 мужчин и 177 женщин). По данным переписи 2009 года, в селе проживало 228 человек (120 мужчин и 108 женщин).